# Tsugaru Yoshitaka
Conde Yoshitaka Tsugaru, foi o último representante do clã Tsugaru e filho adotivo do Daimyo do Domínio Tsugaru (atual Hirosaki, Aomori). Yoshitaka Tsugaru era originalmente do ramo Owari do clã Tokugawa. Ele também foi membro da aristocracia criada pela restauração Meiji (kazoku).
Sua esposa, Hisako Mōri, era descendente do clã Mōri e também do antigo daimyo do Domínio Chōshū na antiga província de Nagato (atual Yamaguchi).